# Mihhail Kõlvart
Mihhail Kõlvart (ur. 24 listopada 1977 w Kyzyłordzie) – estoński polityk, trener, działacz sportowy i samorządowiec, w latach 2019–2024 burmistrz Tallinna, od 2023 przewodniczący Estońskiej Partii Centrum.

## Życiorys
Urodził się w Kazachskiej SRR jako syn Estończyka i Koreanki chińskiego pochodzenia. Gdy miał trzy lata, jego rodzina przeniosła się do Estońskiej SRR. Ojciec był współtwórcą i pierwszym prezesem estońskiego związku taekwondo, matka była działaczką społeczną. Mihhail Kõlvart w 1995 ukończył szkołę średnią nr 15 w Tallinnie. Studiował następnie prawo oraz prawo gospodarcze na prywatnych uczelniach w Tallinnie, z tym w Kõrgkool „I Studium”.
Został zawodowym trenerem taekwondo. W 1996 został prezesem estońskiego związku taekwondo, a w 2018 prezesem estońskiej federacji w tej dziedzinie. Działał też z krajowym związku sportów walki. W 2016 wszedł w skład komitetu wykonawczego Estońskiego Komitetu Olimpijskiego. W latach 1999–2002 był członkiem rady okręgu Lasnamäe. Udzielał się jako prawnik w federacji skupiającej estońskie organizacje mniejszości narodowych. Był też nauczycielem akademickim na uczelni Kõrgkool „I Studium”.
W 2008 wstąpił do Estońskiej Partii Centrum. W 2009 wszedł w skład rady miejskiej Tallinna. Został wybrany do Riigikogu w wyborach w 2011, jednak wkrótce po rozpoczęciu kadencji zrezygnował z mandatu (uzyskiwał go również w kolejnych wyborach, odmawiając jego objęcia z uwagi na niepołączalność funkcji). W 2011 powołany na zastępcę burmistrza Tallinna, a w 2017 objął funkcję przewodniczącego rady miejskiej estońskiej stolicy. W kwietniu 2019 został wybrany na burmistrza Tallinna w miejsce Taaviego Aasa z tego urzędu. We wrześniu 2023 zastąpił Jüriego Ratasa na funkcji przewodniczącego Estońskiej Partii Centrum.
W marcu 2024 utracił funkcję burmistrza na skutek przegłosowania wobec niego wotum nieufności. W tym samym roku uzyskał mandat posła do Europarlamentu X kadencji, jednak zrezygnował z jego objęcia.

## Życie prywatne
Jego żoną została polityk Anastassia Kovalenko-Kõlvart.

## Wyróżnienia
W 2019 otrzymał tytuł honorowego obywatela Seulu.